# Hartsgraben
Der Hartsgraben oder auch Mühlsteinbach oder Weinbergsgraben ist ein gut dreieinhalb Kilometer langer Bach im unterfränkischen Landkreis Main-Spessart, der aus zuletzt nördlicher Richtung kommend von rechts in den Main mündet.

## Verlauf
Der Hartsgraben entspringt im Sandstein-Spessart im Naturraum Oberwittbacher Spessartvorland auf einer Höhe von etwa 186 m ü. NHN einer intermittierenden Quelle in der Flur Die obere Breite am Rande eines kleinen Laubwäldchens etwa 150 m südöstlich des Kreuzwertheimer Ortsteiles Unterwittbach. Gut dreihundert Meter ostnordöstlich der Quelle liegt eine Bauschutt- und Erdaushubdeponie.
Der Bach fließt zunächst westsüdwestwärts durch die Felder und Wiesen der Flur Die Roethe, schlägt dann einen weiten Bogen durch die Flur Die untere Breite, bei welchem er südwärts die Rettersheimer Straße kreuzt, und läuft dann am Fuße des Roten Rainberges (265 m) am Südrand einer großen Waldwiese durch einen Laubwald nach Osten.
Nun wechselt er in die Triefensteiner Gemarkung Rettersheim, zieht dann stark begradigt in Richtung Westnordwesten durch die Flur Seichen Wiesen und quert danach die von Kreuzwertheim nach Triefenstein führende  Kreisstraße MSP 36. Er mäandert leicht in Richtung Südwesten durch die offene Flur, wechselt nach dem zweiten unterquerten Feldweg in die Gemarkung Trennfeld und unterquert dann die Autobahn A 3 (E 41).
Etwas bachabwärts wechselt er nach Süden, wird auf seiner linken Seite noch von einem Feldgraben gespeist und mündet schließlich im Unteren Maintal im Naturraum Marktheidenfeld-Wertheimer Maintal westsüdwestlich des Triefensteiner Ortsteiles Trennfeld auf einer Höhe von 138 m ü. NN bei Mainkilometer 168.6 etwa 300 m oberhalb der Landesgrenze zu Baden-Württemberg von rechts in den von Ostnordosten heranfließenden Main.